# Hervormde kerk (Metslawier)
De hervormde kerk van Metslawier is een kerkgebouw in de gemeente Noardeast-Fryslân in de Nederlandse provincie Friesland.

## Beschrijving
De zaalkerk kerk uit 1776 met driezijdig gesloten koor werd gebouwd op de plaats van een middeleeuwse voorganger. De kerk is een rijksmonument. Op een gedenksteen in de buitenmuur van het koor staat een tekst over de Allerheiligenvloed van 1570. De ingebouwde toren met ingesnoerde spits werd in 1925 gerestaureerd. De luidklok (1711) is gegoten door Petrus Overney.
In de kerk bevindt zich een preekstoel (1776), een herenbank (1777), een rouwbord in Lodewijk XVI-stijl voor Johannes Casparus Bergsma (1793) en een grafkelder. Het kuifstuk op de herenbank is gemaakt door de beeldsnijder Yge Rintjes uit Dokkum. Het orgel uit 1819, gemaakt door Jan Reinders Radersma en voltooid door Lambertus van Dam, is in 1913 in de kerk geplaatst. Het is afkomstig uit de kerk van Spannum.

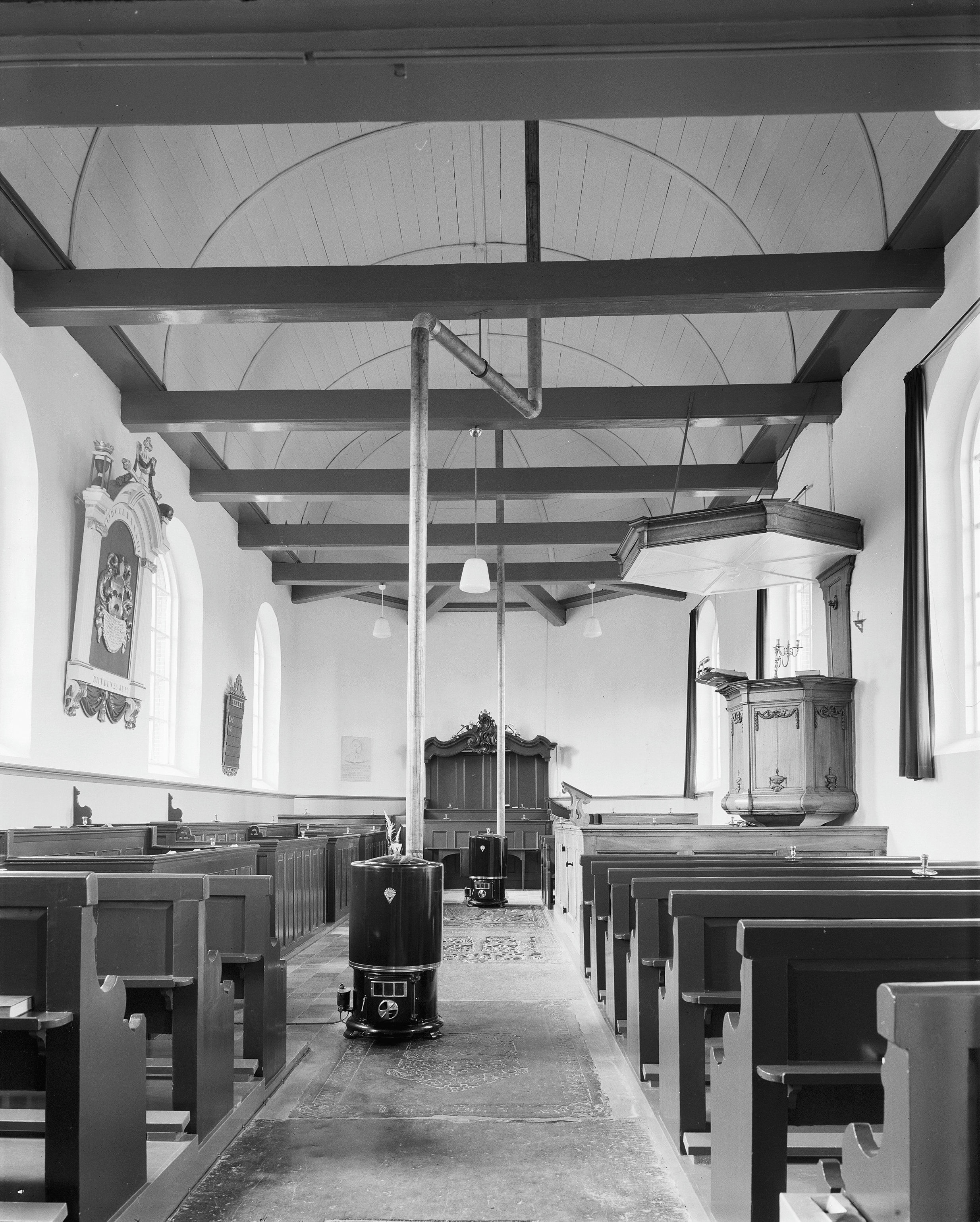
Interieur met preekstoel (1972)
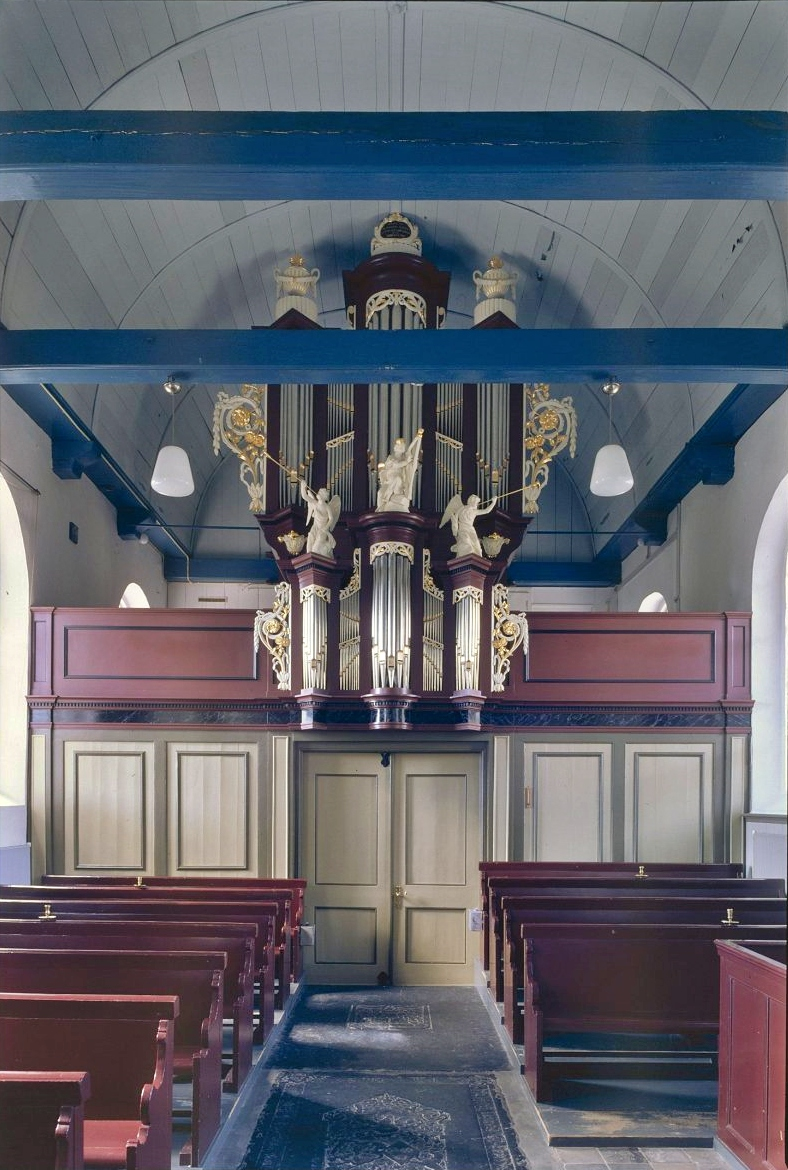
Interieur met orgel (2000)
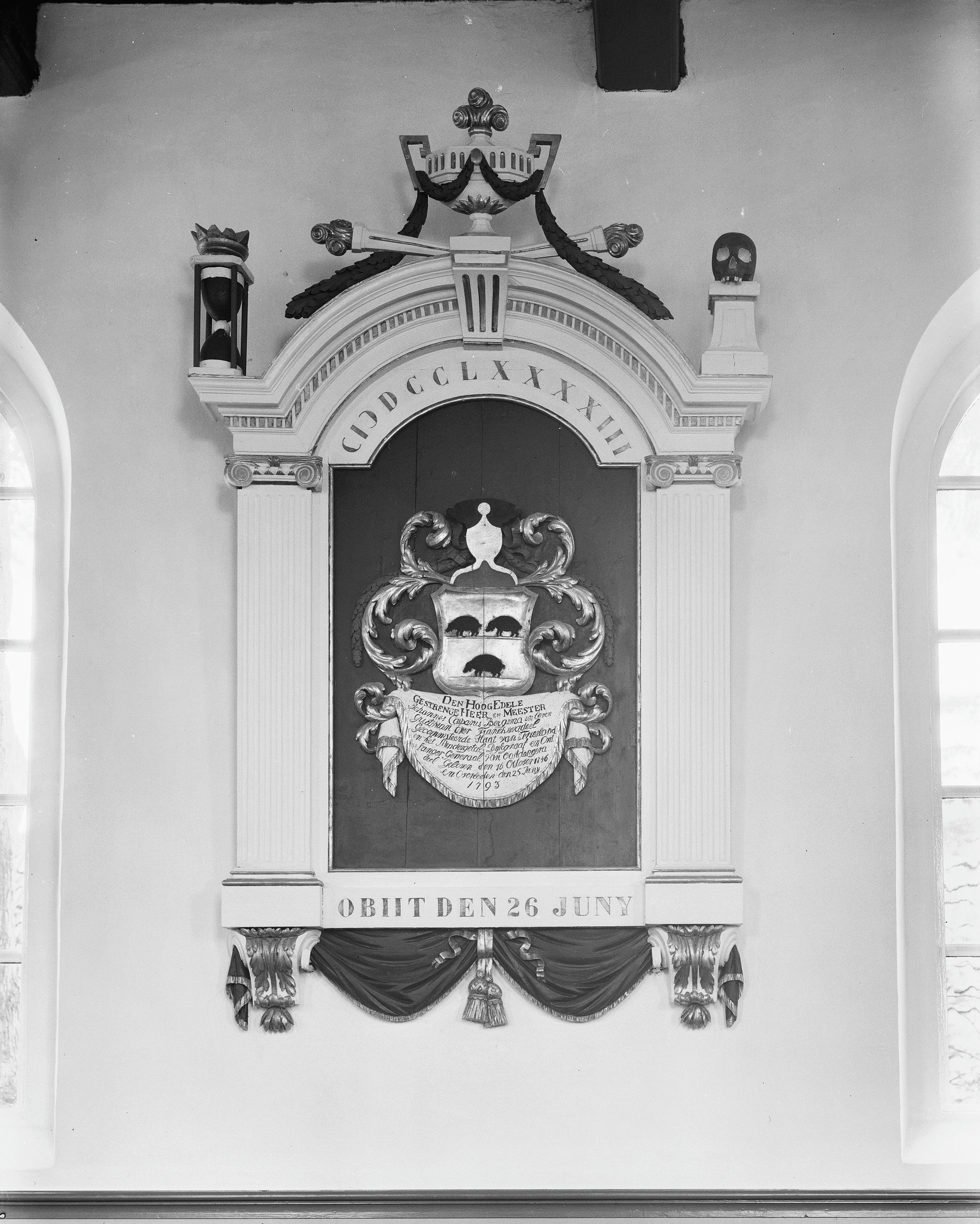
Rouwbord